# Фісбек
Фісбек (нім. Visbek) — сільська громада в Німеччині, розташована в землі Нижня Саксонія. Входить до складу району Фехта .
Площа — 84,08  км2. Населення становить 10 047 ос. (станом на 31 грудня 2021).